# ألترا (تعمية)
ألترا (بالإنجليزية: Ultra)‏، وتعني حرفياً فائق، هو اسم رمزي استخدم في بريطانيا للإشارة إلى نتائج الاستخبارات لعملية استخراج مُعَمَّى الاتصالات الراديوية الألمانية في أثناء الحرب العالمية الثانية. يطلق هذا الاسم بسبب اعتبار أن نجاح عملية استخراج المُعَمَّى أهم من أعلى تصنيف للعمليات السرية للاستخبارات في ذلك الوقت «الأكثر سرية» (بالإنجليزية: Most Secret)‏، ولهذا فإن هذه العمليات اعتبرت على أنها فائقة السرية. كانت أكثر العمليات تكرارًا هي استخراج المُعَمَّى الذي أنتجته آلة إنجما.